# دیوید بوکانان (بازیکن فوتبال، زاده ۱۹۸۶)
دیوید بوکانان (انگلیسی: David Buchanan؛ زادهٔ ۶ مهٔ ۱۹۸۶) بازیکن فوتبال اهل بریتانیا است.
از باشگاه‌هایی که در آن بازی کرده‌است می‌توان به باشگاه فوتبال پرستون نورث اند، باشگاه فوتبال ترانمره راورز، باشگاه فوتبال بولتون واندررز، باشگاه فوتبال بری، باشگاه فوتبال همیلتون آکادمیکال و باشگاه فوتبال نورث‌همپتون تاون اشاره کرد.
وی همچنین در تیم‌های ملی فوتبال ایرلند شمالی و زیر ۲۱ سال ایرلند شمالی بازی کرده‌است.